# 6628 Dondelia
6628 Dondelia è un asteroide della fascia principale. Scoperto nel 1981, presenta un'orbita caratterizzata da un semiasse maggiore pari a 2,9043424 UA e da un'eccentricità di 0,0748839, inclinata di 2,92742° rispetto all'eclittica.